# Hitler: The Last Ten Days
Hitler: The Last Ten Days (bra: Hitler - Os Últimos 10 Dias; prt: Hitler: Os Últimos Dez Dias) é um filme britano-estadunidense de 1973 dirigido por Ennio De Concini, baseado no livro Hitler's Last Days an Eye-Witnnes Acount, de Gerhardt Boldt, um sobrevivente do Führerbunker.
A trilha sonora foi composta por Mischa Spoliansky.

## Sinopse
O filme se inicia no 56º aniversário de Hitler, em 20 de abril e termina com seu suicídio, dia 30 de abril.

## Elenco
- Alec Guinness - Adolf Hitler
- Simon Ward - Cap. Hoffman
- Adolfo Celi - General Hans Krebs
- Diane Cilento - Hanna Reitsch
- Gabriele Ferzetti - Field Marshal Wilhelm Keitel
- Eric Porter - Gen. Von Greim
- Doris Kunstmann - Eva Braun
- Joss Ackland - General Wilhelm Burgdorf
- John Bennett - Joseph Goebbels
- John Barron - Dr. Stumpfegger
- Barbara Jefford - Magda Goebbels
- Sheila Gish - Frau Christian
- Julian Glover - Hermann Fegelein
- Michael Goodliffe - General Helmut Weidling
- Mark Kingston - Martin Bormann
- Timothy West - Professor Karl Gebhardt